# Autoportret w zielonym Bugatti
Autoportret w zielonym Bugatti, także Tamara w zielonym Bugatti – autoportret Tamary Łempickiej namalowany w Paryżu w 1929. Jest to jej najczęściej reprodukowane oraz najsłynniejsze dzieło, uznawane za typowe dla stylu art déco.

## Historia

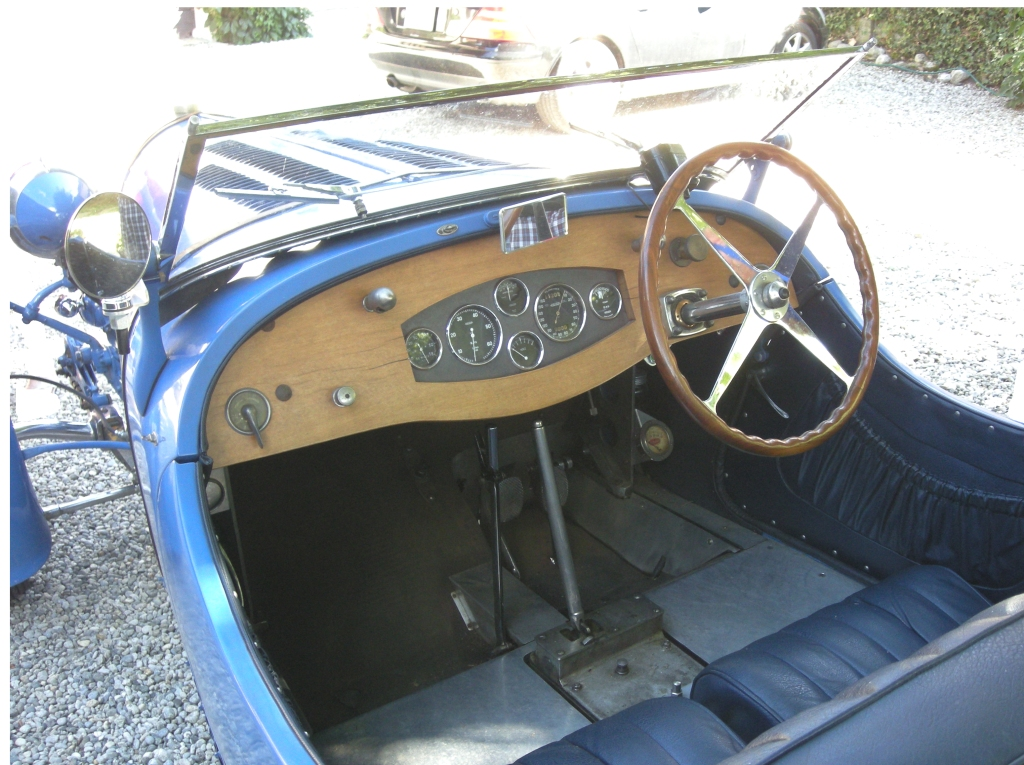
Kabina modelu Bugatti S43

W 1928 Łempicka otrzymała zlecenie od redaktorki niemieckiego czasopisma modowego Die Dame. Miało ona polegać na przeniesieniu wizerunku kobiety „wolnej i wyzwolonej” na okładkę jednego z numerów magazynu. W związku z tym praca szybko zyskała rozgłos jako uosobienie współczesnej kobiety.
Łempicka inspirowała się zdjęciem, które w 1928 roku zobaczyła na okładce magazynu „Vu”; widniała na nim młoda kobieta za kierownicą samochodu sportowego, nosząca akcesoria podobne do tych użytych w obrazie.
Obraz zyskał popularność jako reprodukcja; oryginalne dzieło sztuki pierwszy raz wystawiono w 1972. Obecnie znajduje się w szwajcarskiej kolekcji prywatnej.

## Opis
Obraz przedstawia autorkę podczas jazdy zielonym bugatti, mimo że tego modelu auta nie posiadała; jeździła małym, jasnożółtym renault. Ma na głowie czapkę pilota. Na rękach nosi skórzane rękawiczki, a jej szyja jest otoczona szalem. Krótkie blond włosy, pomalowane usta oraz wyzywające spojrzenie zmrużonych oczu podkreślają jej niezależność. Samochód, w którym się znajduje, symbolizuje emancypację kobiet.
W swoim obrazie Łempicka zgłębiała komodyfikację wizerunku kobiety współczesnej w epoce industrializmu.